# Daniil Tcherny
Pour les articles homonymes, voir Tcherny.
Daniil Tcherny (en russe : Даниил Чёрный) ou Daniel le Noir, né entre 1360 et 1370 et mort en 1430 est un moine orthodoxe iconographe russe.

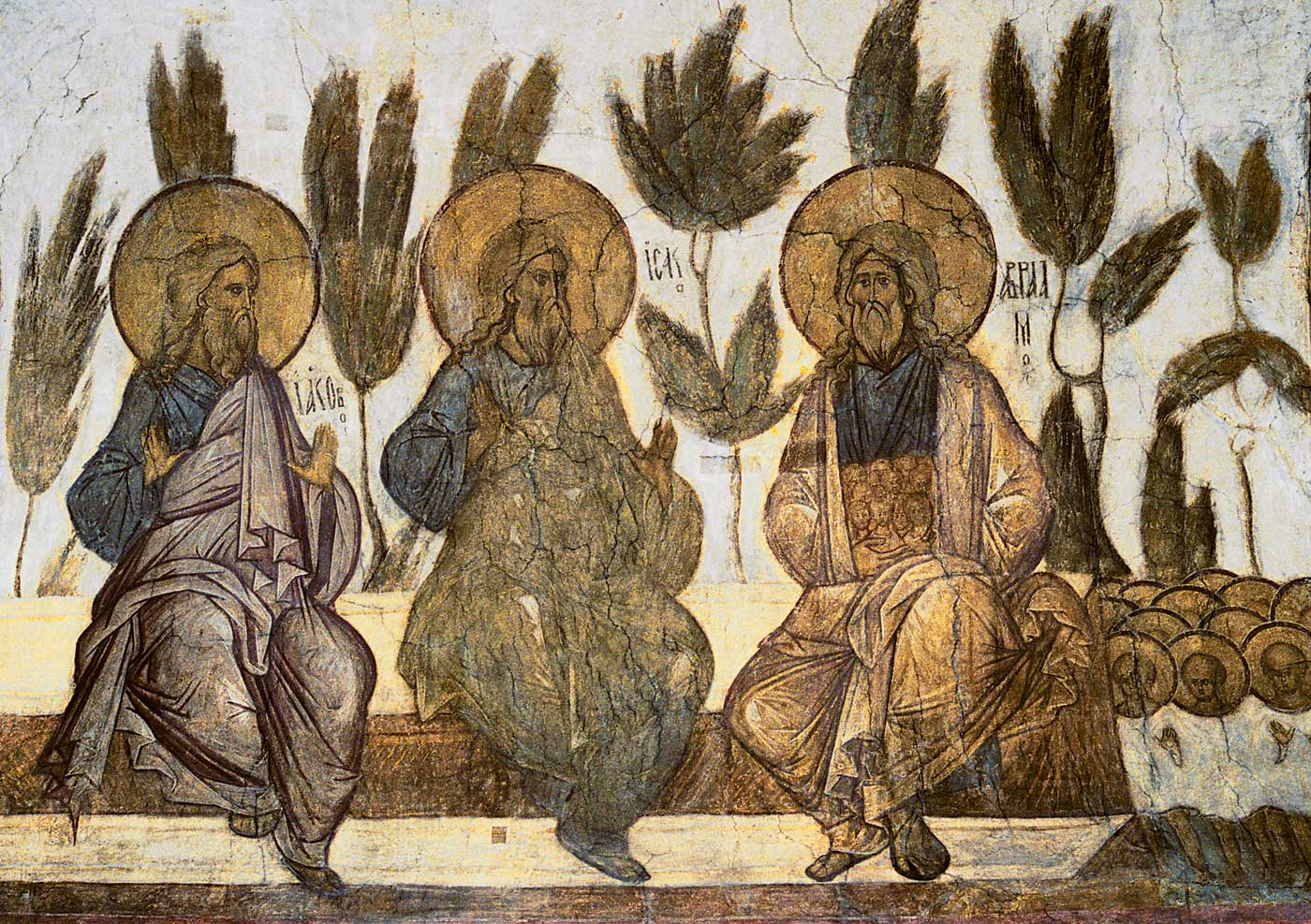
Fresque Le sein d'Abraham par Daniel le Noir, cathédrale de la Dormition (Vladimir).

## Biographie et œuvre
La vie de Daniil Tcherny, de même que son nom de naissance, nous reste inconnue.
Avec d'autres peintres, dont Andreï Roublev, Daniil Tcherny décore la cathédrale de la Dormition de Vladimir en 1408 et celle de la Trinité dans le laure de la Trinité-Saint-Serge de Serguiev Possad en 1420. Certaines icônes de ces cathédrales sont probablement de la main de Daniil Tcherny.
Les œuvres de Daniil Tcherny se distinguent par l'intégrité et l'harmonie de la composition, des figures parfaites, un mouvement vif et une couleur expressive.
Les icônes de la cathédrale de la Dormition sont actuellement exposées à la galerie Tretiakov de Moscou ainsi qu'au Musée russe de Saint-Pétersbourg.

## Sa sépulture présumée
En 1993, sous l'autel de la cathédrale du Sauveur du monastère Andronikov de Moscou, ont été découvertes des tombes non identifiées. Selon Sergueï Nikitine, deux d'entre elles appartiendraient à Andreï Roublev et à Daniil Tcherny car ces dépouilles sont celles de simple moines qui ne sont habituellement pas enterrés dans une église et seuls les deux saints iconographes eurent pu avoir cet honneur.

## Daniel Tcherny au cinéma
Andreï Tarkovski met en scène Daniil Tcherny, interprété par Nikolaï Grinko, dans son film Andreï Roublev.